# يوشيهيرو أمانو
يوشيهيرو أمانو (ولد في 16 أكتوبر 1942) عدّاء ياباني.  تنافس في سباق الرجال ب 4 × 400 متر  في الألعاب الأولمبية الصيفية 1964.

## روابط خارجية
- يوشيهيرو أمانو على موقع أوليمبيديا (الإنجليزية)